# Dionís Escorsa i Cruells
Dionís Escorsa i Cruells (Sant Feliu de Codines, província de Barcelona, 12 d'octubre de 1840 — Barcelona, 7 de juliol de 1900) fou un empresari metal·lúrgic català. És besavi d'Armand de Fluvià.
Fill de Josep Escorsa i Cirerol natural de Sant Feliu de Cabrera i de Teresa Cruells i Corderes de Sant Feliu de Codines, va començar a treballar en el ram de la metal·lúrgia des de molt jove. Va ser tècnic del taller de la Foneria Plana, Codina i Bertran fins que el 1867 va establir un negoci propi de foneria, que el 1877 va traspassar a Pere Màrtir Sancristòfol, serraller especialitzat en la forja decorativa.
El 1876 s'establí a Barcelona i fundà amb Josep Plana i Anguera i Sebastià Agustí i Vilardebò una foneria de ferro, Plana, Agustí y Escorsa, que esdevingué la segona foneria d'acer molt d'Espanya. La factoria es va establir a l'actual carrer de la Creu Coberta, al barri de Sant Antoni (aleshores extramurs) potser en un solar on avui hi és l'avinguda Mistral i una de les cantonades del carrer de Calàbria.
També porten la seva marca les imponents columnes metàl·liques del panòptic de la Presó Model de Barcelona (inaugurada el 1904).
El setembre del 1884 la foneria Plana, Agustí y Escorsa fou contractada per a fer el reixat que circumdaria el monument commemoratiu a Francesc Gumà i Ferran, fundador del Banc de Vilanova, a Vilanova i la Geltrú, erigit arran de la inauguració dels ferrocarrils de Madrid a Saragossa i Barcelona. Hom creu que vers el 1892 quedà com a únic soci de l'empresa i canvià el nom a Foneries Escorsa SA.
Casat amb Francesca Soria Ustrell el 17 de desembre de 1869 natural de Sabadell. A la seva mort el 1900 se'n van fer càrrec els seus fills, Joan Escorsa i Soria (1873-1944) i Pere Màrtir Escorsa i Soria (1880-1946), amb el nou nom d'«Hijos de Dionisio Escorsa, Sociedad en Comandita». El tercer fill, Alexandre Escorsa i Soria (1878-1947), se'n separà i fundà l'Hamsa amb Leonard Leprevost.
La foneria s'instal·laria el 1920 al barri de Santa Eulàlia de l'Hospitalet de Llobregat i arribaria a tenir 200 treballadors. El 1958 disposava de tres forns elèctrics i produïa anualment unes 3000 tones de metall fos.Tanmateix, el 1966 va fer fallida i tancà les portes.